# 葫蘆墩公園
葫蘆墩公園位於臺灣臺中市豐原區軟埤仔溪沿線，橫跨東湳、西湳、北湳、大湳、圳寮、豐圳六里，東起三豐路，西至豐原大道八段，佔地面積約18公頃，是豐原地區最大的親水公園。
此處亦是2018年臺中世界花卉博覽會的豐原園區場地，以傳統文化與現代生活融合做為規劃的理念，規劃為五大區，包括藝術文化區、歷史教育區、親水活動區、里鄰活動區及生態復育區。

## 設施
- 軟埤溪
- 自行車道
- 囍香逢館(豐原北區扶輪社)
- 竹跡館

## 週邊環境
- 北環福德祠
- 臺中市豐原區葫蘆墩國民小學
- 臺中市立豐原國民中學
- 臺中市豐原區體育場
- 臺中市政府消防局第一大隊
- 葫蘆墩親子館
- 新惠生醫院
- 大湳里福德祠
- 豐原福德宮
- 圳寮社區活動中心

## 交通
臺中市公車
- 聯營路線：12、63
- 豐原客運：235

## 外部連結
- 美美網：葫蘆墩公園 （页面存档备份，存于）
- 葫蘆墩公園－臺中觀光旅遊網 （页面存档备份，存于）